# 1334 Lundmarka
1334 Lundmarka è un asteroide della fascia principale del diametro medio di circa 29,82 km. Scoperto nel 1934, presenta un'orbita caratterizzata da un semiasse maggiore pari a 2,9147080 UA e da un'eccentricità di 0,0923434, inclinata di 11,45564° rispetto all'eclittica.
Prende il nome dall'astronomo svedese Knut Emil Lundmark.